# Estación Capilla del Señor (Mitre)
Capilla del Señor es una estación ferroviaria ubicada en la localidad homónima, en el Partido de Exaltación de la Cruz, provincia de Buenos Aires, Argentina.

## Servicios
Capilla del Señor es la estación terminal del servicio diésel suburbano que proviene desde Estación Victoria.
A esta estación llegan siete servicios diarios de pasajeros, no existiendo la certeza de que se reactiven los servicios de cargas y pasajeros hacia Luján, Pergamino y Río Cuarto. Actualmente, la circulación está interrumpida por obras.

## Historia
Esta estación fue fundada el 1 de julio de 1892, sobre el ramal Victoria-Vagués perteneciente al Ferrocarril General Bartolomé Mitre. 
Cuando el ferrocarril Mitre era operado por Ferrocarriles Argentinos, circulaban más de ochenta trenes diarios, entre suburbanos, de larga distancia y de cargas. 
Contaba además con servicios a Victoria, Retiro, Pergamino, Venado Tuerto, Río Cuarto, Río Tercero, Casilda (Santa Fe) y Corral de Bustos.
Hoy sólo cuenta con tres servicios diarios.
Durante 2023 hubo gestiones del Ministerio de Transporte para recuperar el tramo entre esta estación y San Antonio de Areco, para su reactivación luego de 29 años sin servicio, lo cual no se concretó a la finalización de la respectiva gestión.